# Jan Rembowski
Jan Rembowskiy 12 tháng 1 năm 18,79 tại Warsa– y 26 tháng 1 năm 19,23 tại Warsaw) là một họa sĩ theo chủ nghĩa tượng trưng, họa sĩ vẽ tranh bằng phấn tiên và nhà điêu khắc người Ba Lan. Ông cũng có kết hợp phong cách Art Nouveau.

## Tiểu sử
Cha của Jan Rembowski là một địa chủ và từng tham gia cuộc Khởi nghĩa Tháng Giêng. Ban đầu, ông làm học trò hội họa của họa sĩ Wojciech Gerson. Sau đó, ông học điêu khắc tại Học viện Mỹ thuật ở Kraków, làm học trò của Konstanty Laszczka. Năm 1905, ông kết hôn với một phụ nữ người Pháp đang dạy ngôn ngữ tại học viện. Cặp đôi có hai con gái. Một trong hai là (Hanna Rembowska) sau này trở thành một họa sĩ minh họa.
Trong các năm 1905-1907, Jan Rembowski theo họa sĩ Józef Mehoffer học vẽ. Trong thời gian đó, ông đồng sáng lập "Group of Five" (hay "Group Norwid", tên này được đặt theo tên của Cyprian Norwid) cùng với Leopold Gottlieb, Wlastimil Hofman, Mieczysław Jakimowicz và Witold Wojtkiewicz. Nhóm này quảng bá ý tưởng về sự kết nối giữa văn học, âm nhạc và nghệ thuật thị giác. Ông cũng đồng sáng lập một nhóm tên là "Sztuka Podhalańska" ở Zakopane. Jan Rembowski thường đến Zakopane để chăm sóc sức khỏe (ông đang bị bệnh lao). Mặc dù vậy, ông vẫn phục vụ trong Quân đoàn Ba Lan trong Chiến tranh thế giới thứ nhất.
Khi sức khỏe của ông trở nên xấu đi, Jan Rembowski buộc phải từ bỏ điêu khắc vì công việc này đòi hỏi quá nhiều sức lực. Ngoài vẽ tranh, ông còn thiết kế nội thất. Công trình thiết kế đáng chú ý nhất của ông là tại viện điều dưỡng do Bác sĩ Kazimierz Dłuski điều hành. Ông cũng viết nhiều bài tiểu luận về văn hóa dân gian của Podhale. Ông là họa sĩ vẽ minh họa cho ấn bản đầu tiên của sách bảng chữ cái nổi tiếng của Marian Falski. Jan Rembowski triển lãm các tác phẩm của mình thường xuyên và rộng rãi cho đến năm 1920.
Phần lớn tác phẩm của ông đã bị phá hủy trong Chiến tranh thế giới thứ hai.

## Tác phẩm tiêu biểu

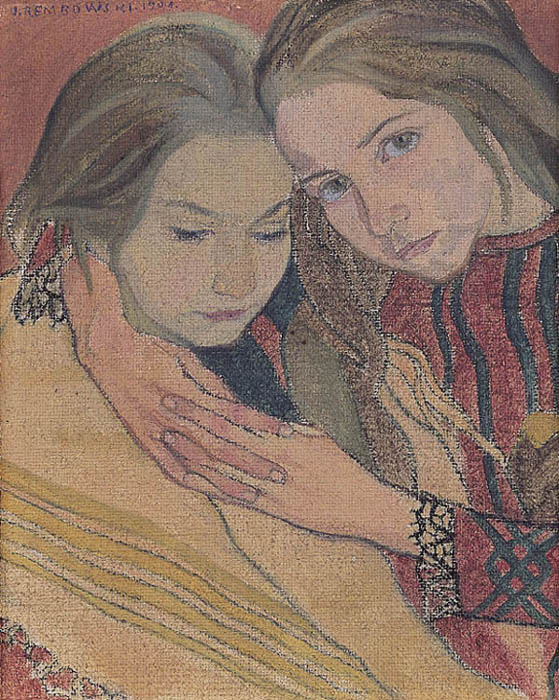
Hai cô gái, 1904
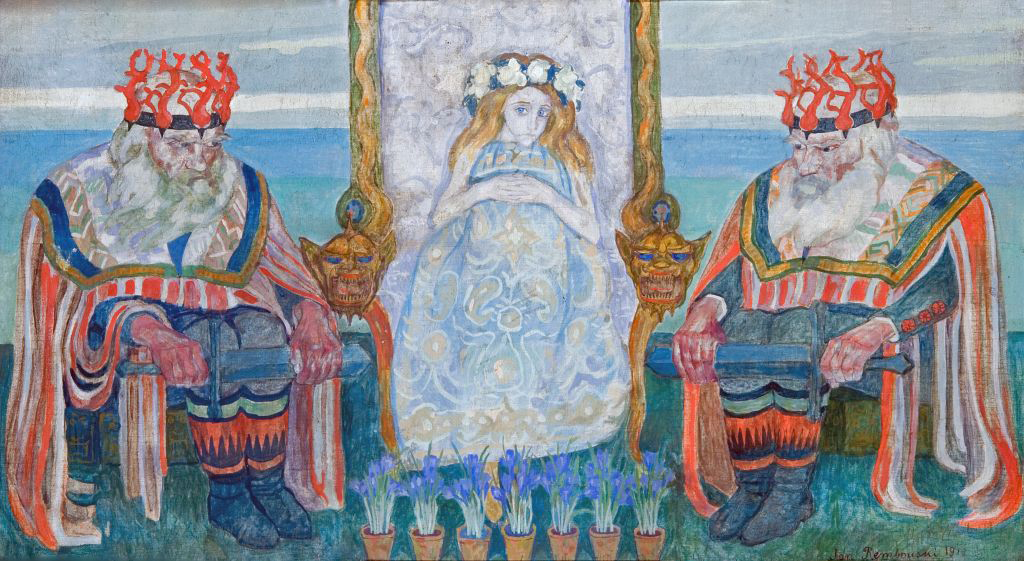
Thiếu nữ bị phù phépm, 1913
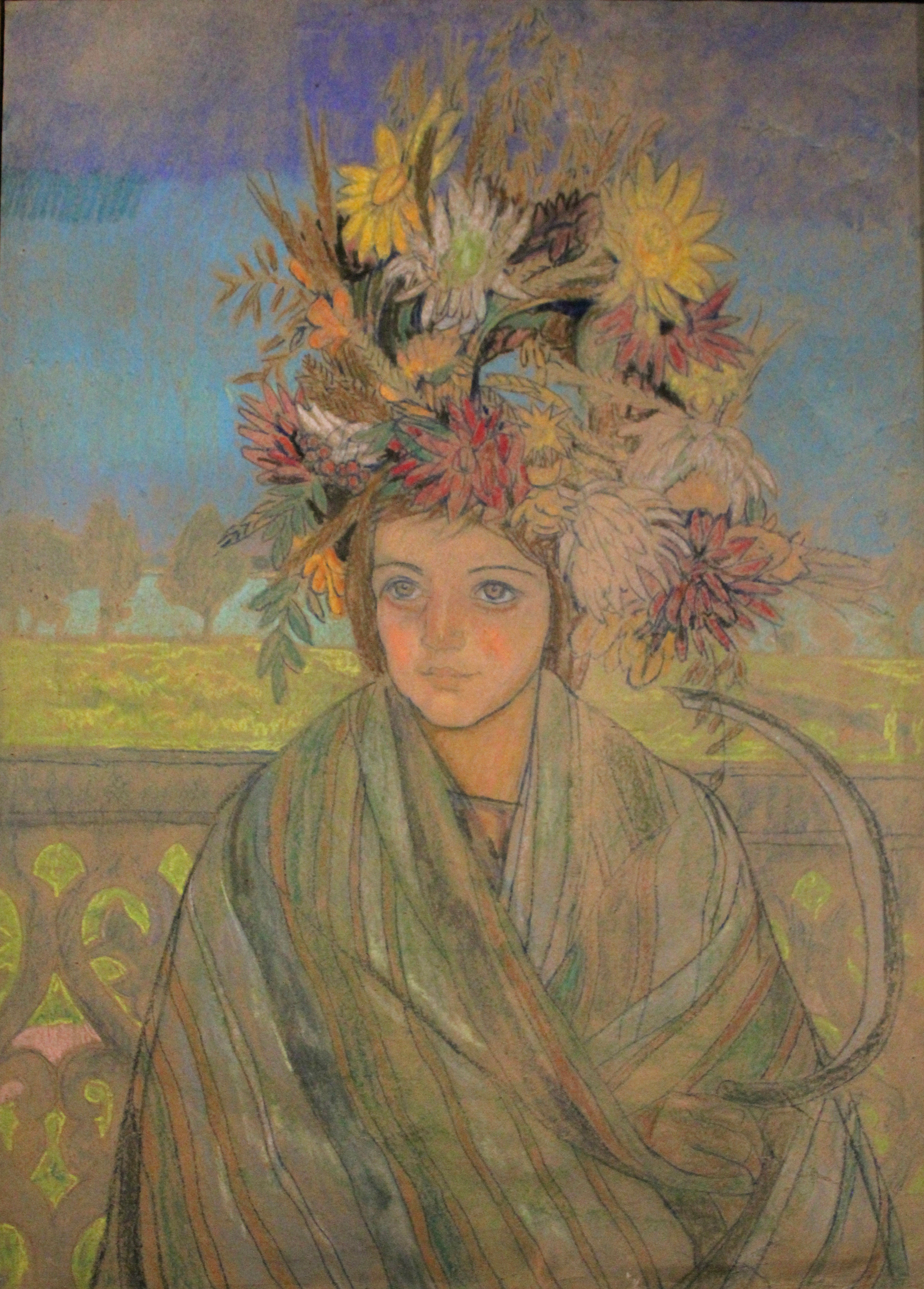
Mùa Hè (Một câu chuyện ngụ ngôn về mùa hè), 1918-22
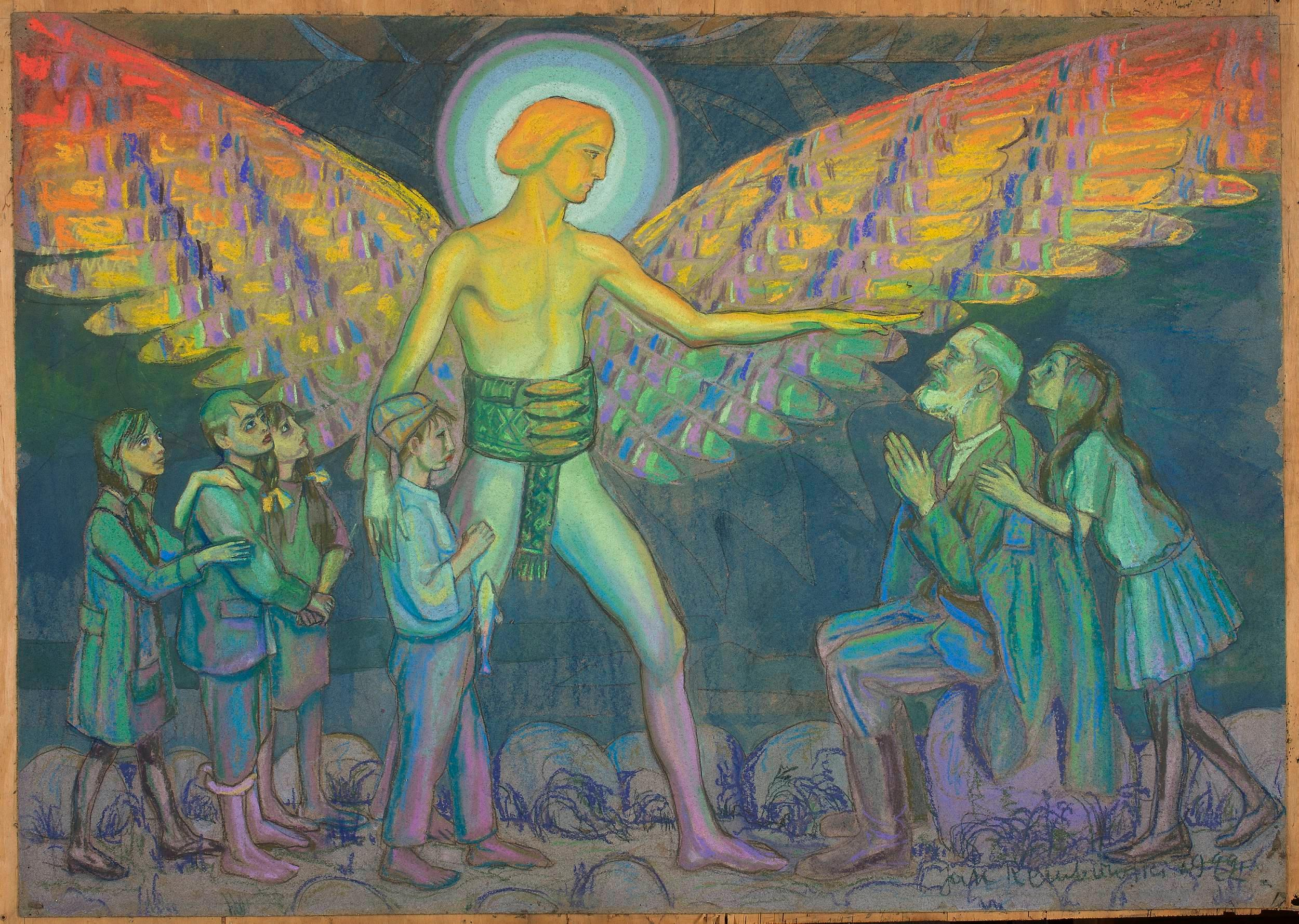
Sự trở lại của Tobias, 1919
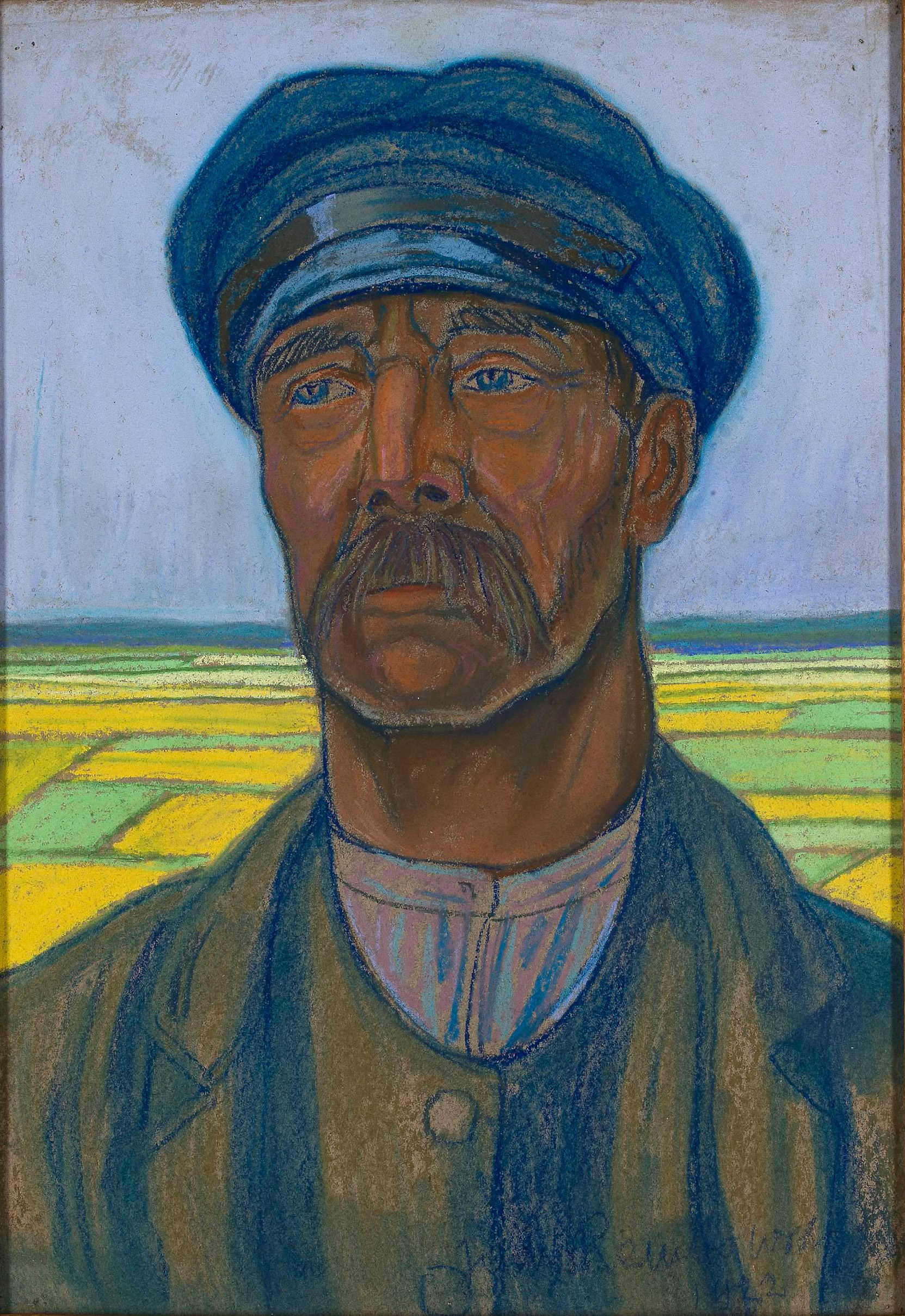
Chân dung một nông dân, 1919
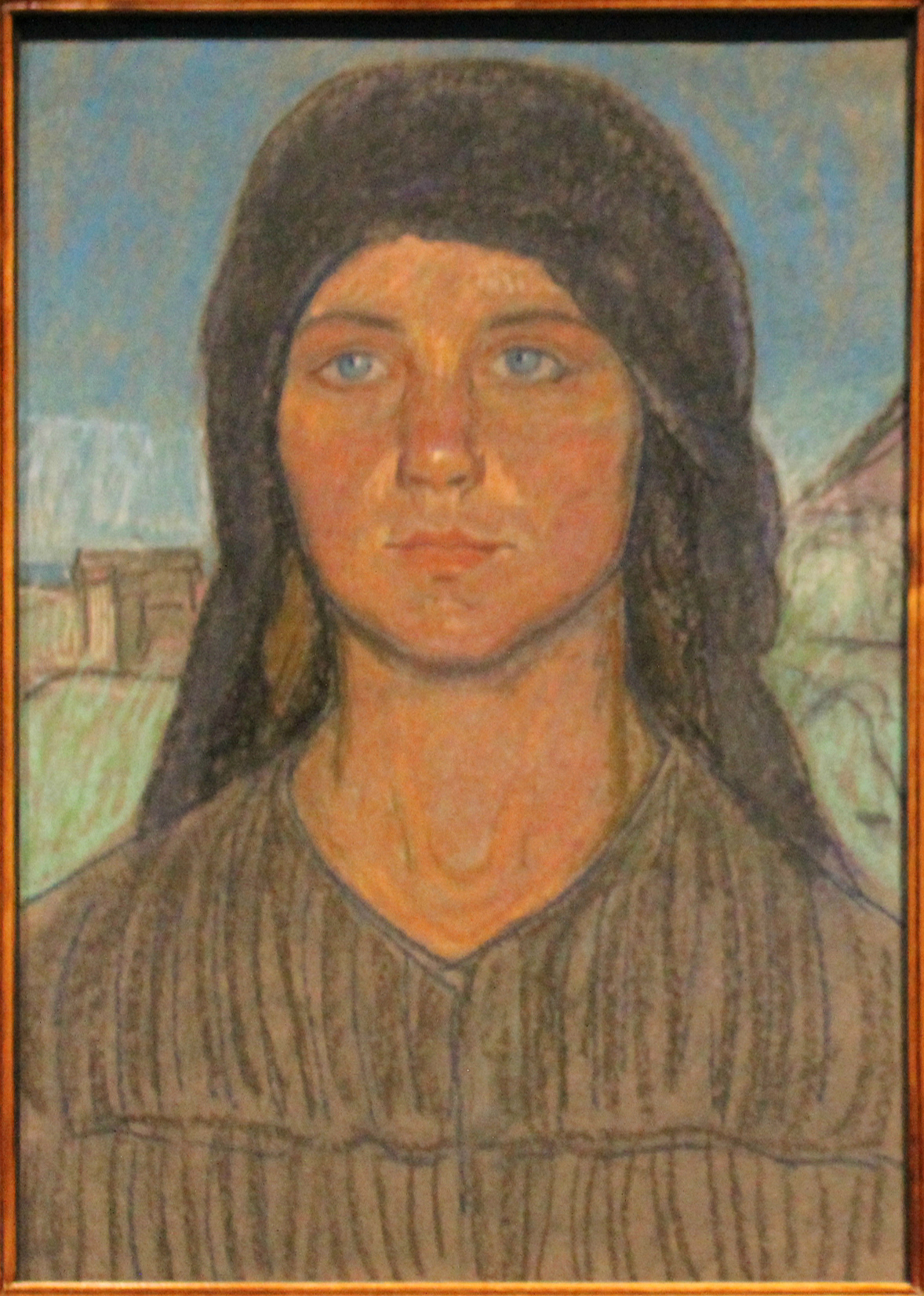
Chân dung người phụ nữ nông dân, 1919
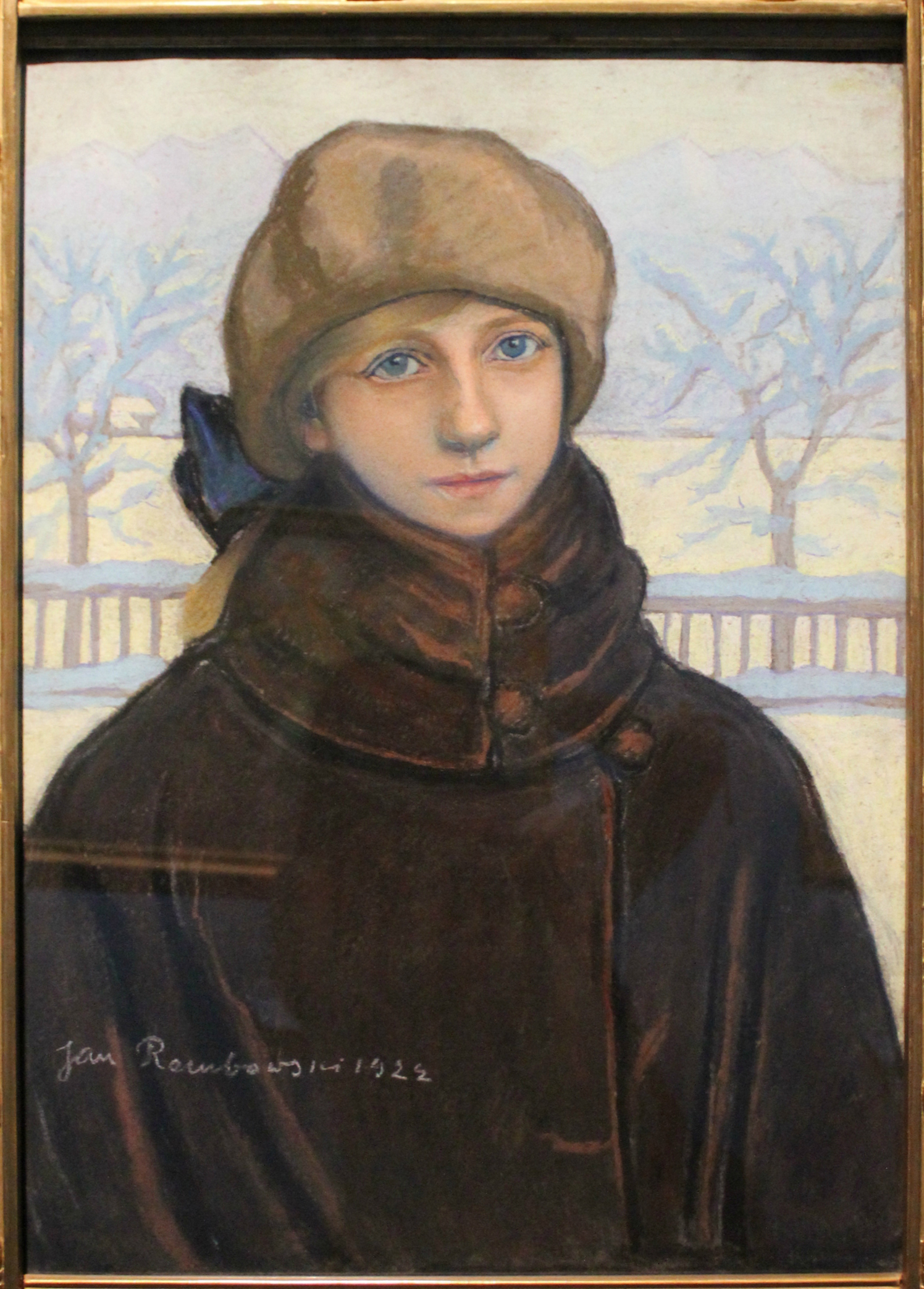
Chân dung Kazimiera Nehring trong khung cảnh mùa đông, 1922